# Laurent Leroux
Pour les articles homonymes, voir Leroux.
Laurent Leroux, né Laurent Leroux d'Esneval le 17 novembre 1759 à L'Assomption et mort le 26 mai 1855 à L'Assomption, est un homme d'affaires, négociant en fourrure et député du Bas-Canada. 

## Biographie
Laurent Leroux est le fils de Germain Leroux d’Esneval, un soldat devenu marchand originaire de Paris et qui s'établit comme colon en Nouvelle-France après la Guerre de Succession d'Autriche. 

### Commerce des fourrures
Laurent Leroux a été embauché en tant que commis par un marchand de fourrure de Montréal et envoyé à Fort Michillimakinac. Il est devenu un employé dans une société de négoce des fourrures, travaillant avec la Compagnie du Nord-Ouest dans la traite de fourrures. En 1784, il se rend dans le Nord-Ouest, où il participe à l'ouverture du bassin versant du fleuve Mackenzie au commerce des fourrures. Il devient le premier Blanc à explorer les environs du Grand lac des Esclaves. Deux ans plus tard, il établit lui-même un poste de traite sur la rive sud du lac des Esclaves. Il obtint le monopole de ce territoire riche en fourrures. Durant cette époque, Laurent Leroux épouse, à la façon du pays, une Amérindienne de la nation des Saulteux, dans la région de l'Athabasca.
En 1789, il rencontre Alexander Mackenzie au fort Chipewyan sur le lac Athabasca et accompagne l'explorateur et homme politique dans la première partie du voyage qui le conduit au fleuve auquel il donnera son nom. À la suite de ce voyage, Laurent Leroux se rend à la baie de Yellowknife, où il construit le fort Providence.

### Homme d'affaires à L'Assomption
En 1794, il apprend le décès de son père et s'en retourne à L'Assomption pour reprendre le commerce de celui-ci. Il s'y marie avec Marie-Esther Loisel et le couple a une fille, Angélique Leroux d’Esneval, qui se mariera avec le député et homme d'affaires Jean-Moïse Raymond en 1815. Il commerce du blé et des victuailles de toutes sortes, activité héritée de son père. En 1798, il entreprend de faire fabriquer de la potasse, produit encore peu exploité mais destiné à devenir, quelques années plus tard, une des principales matières d’exportation du Bas-Canada. En septembre 1806, il s’associe avec un autre important marchand, Pierre-Amable Archambault, pour fonder la fabrique de potasse de L’Assomption. Trois ans plus tard, Leroux diversifie encore ses activités commerciales en vendant des articles de quincaillerie produits par la Compagnie des forges de Batiscan, tels que chaudrons, marmites, bouilloires domestiques, appelées bombes, et surtout poêles en fonte.

### Notable, juge et député
Propriétaire foncier important, il est juge de paix, capitaine de milice. Il est élu député en 1827 lors de la treizième législature du Bas-Canada pour le comté de Leinster (L'Assomption). Il siégea du 20 novembre 1827 au 2 septembre 1830, car la chambre fut dissoute en 1830 à cause de la mort du roi Georges IV du Royaume-Uni. Toutes les séances eurent lieu à Québec.
Ses neveux, Joseph Larocque (1808-1887), évêque de Saint-Hyacinthe et François-Antoine Larocque, homme d'affaires, continuèrent les affaires commerciales dans la fourrure de leur oncle, Laurent Leroux, décédé en 1855 à 95 ans. Sa fille a épousé le député Jean-Moïse Raymond.